# Bahnhof Milano Greco Pirelli

Zustand der Eisenbahnanlagen in Mailand im Jahre 1931. Rot die neu gebauten Abschnitte, in Schraffur die stillgelegten.

Der Bahnhof Milano Greco Pirelli (italienisch Stazione di Milano Greco Pirelli), ursprünglich nur Bahnhof Milano Greco, vor der Eingemeindung Bahnhof Greco Milanese, ist ein Bahnhof in der italienischen Stadt Mailand, der an der Bahnstrecke Chiasso–Milano liegt. Er befindet sich im Eigentum der RFI und wird vorwiegend von Zügen der Trenord bedient, einem Joint Venture von Trenitalia und LeNord.

## Lage
Der Bahnhof liegt im Norden Mailands im Stadtteil Bicocca (in der alten Gemeinde Greco) am Piazzale Egeo. Im Schienennetz liegt der Bahnhof 3,4 Kilometer nördlich von Milano Centrale und 4 Kilometer nördlich von Milano Porta Garibaldi, den beiden Endpunkten der Bahnstrecke Chiasso–Mailand. Zudem ist er über eine auch vom Personenverkehr genutzte Verbindungskurve mit der Mailänder Gürtelbahn verbunden.

## Geschichte
Am 1. Juli 1905 gingen im Raum Mailand die von der Rete Adriatica (RA) und Rete Mediterranea (RM) betrieben Bahnanlagen an die Ferrovie dello Stato Italiane (FS) über. Noch im selben Jahr begann das Großprojekt zur Umgestaltung der Bahnanlagen der Stadt Mailand. Es umfasste den Bau des heutigen Bahnhof Milano Centrale zusammen mit einer neuen Zufahrten aus dem Norden, sowie einer Gürtelbahn im Norden, die von Zügen aus allen Richtungen genutzt werden konnte, um zum neuen Kopfbahnhof zu gelangen. Greco ging als Dienststelle ohne Personenverkehr am 21. März 1914 zusammen mit dem östlichen Teil der neuen Gürtelbahn in Betrieb, der von Greco bis nach Milano Lambrate reichte. Noch im selben Jahr am 23. September wurden die Publikumsanlagen in Betrieb genommen. Damals bildete Greco noch die eigenständige Gemeinde Greco Milanese, die erst 1923 nach Mailand eingemeindet wurde. Der Bahnhof hieß bei der Eröffnung Greco, der Zusatz Pirelli kam erst im Zusammenhang mit dem Pirelli-Stammwerk Bicocca dazu, das in der Nähe des Bahnhofs liegt. Mittlerweile ist Pirelli nur noch mit einem Forschungszentrum präsent. Die stillgelegten Fabrikanlagen wurden unter der Leitung des Architekten Vittorio Gregotti umgenutzt. Es wird unter anderem von der 1998 gegründete Universität Mailand-Bicocca und dem von Mario Botta gestaltete Teatro degli Arcimboldi belegt.
Seit 1966 ist Greco Pirelli mit dem Passantino-Tunnel direkt mit dem Bahnhof Milano Porta Garibaldi verbunden.

## Verkehr

### Eisenbahn
Der Bahnhof wird von Vorortzügen der Mailänder S-Bahn bedient. Außerdem ist er Haltepunkt der Regionalzüge nach Bergamo (über Carnate) sowie Ausgangspunkt der Regionalzüge nach Brescia, Piacenza und Stradella.
Vorortzüge verkehren in halbstündlichem, Regionalzüge in stündlichem Taktverkehr.
Obwohl keine Fernverkehrszüge in Milano Greco Pirelli halten, erhielt er aufgrund seiner Passagierzahlen und seiner Bedeutung den Gold-Status für FS-Bahnhöfe.
Insgesamt umfasst der Bahnhof vier Bahnsteige mit sieben Bahnsteigkanten.
Trotz der Schienenverbindung nach Milano Centrale gibt es keine direkte Zugverbindung dorthin. Der Bahnhof wird von den Fernverkehrszüge durchfahren, welche über die Gotthardbahn nach Basel SBB und Zürich HB verkehren, sowie von den RegioExpress-Züge nach Tirano, die im Bahnhof auch nicht halten.
| Linie | Verlauf |
| ----- | --- |
|       | Lecco – Valmadrera – Civate – Sala al Barro-Galbiate – Oggiono – Molteno – Costa Masnaga – Cassago-Nibionno-Bulciago – Renate-Veduggio – Besana – Villa Raverio – Carate-Calò – Triuggio-Ponte Albiate – Macherio-Canonica – Biassono-Lesmo Parco – Buttafava – Villasanta Parco – Monza Sobborghi – Monza – Sesto San Giovanni – Milano Greco Pirelli – Milano Porta Garibaldi                             |
|       | Lecco – Lecco Maggianico – Calolziocorte-Olginate – Airuno – Olgiate-Calco-Brivio – Cernusco-Merate – Osnago – Carnate-Usmate – Arcore – Monza – Sesto San Giovanni – Milano Greco Pirelli – Milano Porta Garibaldi |
|       | Saronno – Saronno Sud – Ceriano Laghetto-Solaro – Ceriano Laghetto Groane – Cesano Maderno – Seveso-Baruccana – Seregno – Desio – Lissone-Muggiò – Monza – Sesto San Giovanni – Milano Greco Pirelli – Milano Lambrate – Milano Forlanini – Milano Porta Romana – Milano Tibaldi – Milano Romolo – Milano San Cristoforo – Corsico – Cesano Boscone – Trezzano sul Naviglio – Gaggiano – Albairate-Vermezzo |
|       | Chiasso – Como San Giovanni – Como Camerlata – Cucciago – Cantù-Cermenate – Carimate – Camnago-Lentate – Seregno – Desio – Lissone-Muggiò – Monza – Sesto San Giovanni – Milano Greco Pirelli – Milano Porta Garibaldi – Milano Villapizzone – Milano Certosa – Rho Fiera – Rho |
| R 4   | Milano Greco Pirelli – Milano Lambrate – Pioltello-Limito – Treviglio – Vidalengo – Morengo-Bariano – Romano – Calcio – Chiari – Rovato – Ospitaletto-Travagliato – Brescia |
| R 14  | Milano Porta Garibaldi – Milano Greco Pirelli – Sesto San Giovanni – Monza – Arcore – Carnate-Usmate – Paderno-Robbiate – Calusco – Terno – Ponte San Pietro – Bergamo |
| R 34  | Milano Greco Pirelli – Milano Lambrate – Milano Rogoredo – Pavia – San Martino Siccomario-Cava Manara – Bressana Bottarone – Bressana Argine – Pinarolo Po – Barbianello – Broni – Stradella |
| R 38  | Milano Greco Pirelli – Milano Lambrate – Milano Rogoredo – Lodi – Secugnago – Casalpusterlengo – Codogno – Santo Stefano Lodigiano – Piacenza |

### Stadtverkehr

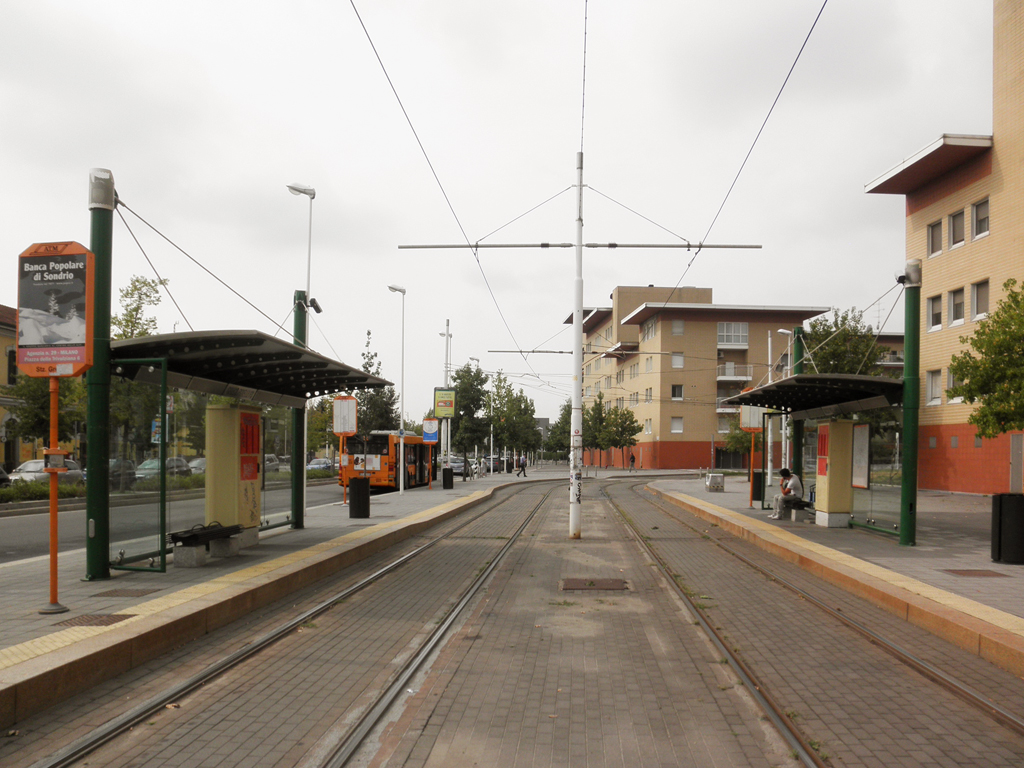
Straßenbahnhaltestelle am Bahnhof Greco Pirelli.

In Greco Pirelli gibt es die Umsteigemöglichkeit zur Straßenbahnlinie 7 und zu den Buslinien 52, 81, 86, 87 und 728. Die Buslinien verbinden Greco Pirelli unter anderem mit dem Bahnhof Milano Centrale und mit diversen Metrostationen innerhalb des Stadtgebietes. Einen direkten Metroanschluss besitzt Greco Pirelli nicht, die nächste Station ist Precotto der Linie M1, welche mit der Via Bernardo Rucellai mit dem Bahnhof Greco Pirelli verbunden ist und in einem Kilometer Entfernung liegt.